# 김 (음식)
김은 김속과 돌김속의 해조류를 넓은 곳에 평평하게 펴서 말려서 사각형으로 잘라서 먹는 음식이다. 그대로 먹거나 참기름을 바르고 소금을 쳐서 구워 먹는다. 주로 요리의 부재료로 쓰이며 밥을 싸 먹거나 김밥으로 만들어 먹는다. 또한 잘게 잘라 국이나 탕 위에 고명으로 뿌려 먹기도 한다. 청태, 감태, 해우(海羽), 해의(海衣), 해태(海苔)라고도 부른다.
전라남도의 지주식 김이 맛의 방주에 등재되어 있다.

## 역사
세종실록 지리지(1454)에는 김(海衣)이 각 해안 지방의 특산품으로 기록되어 있으며 감태(甘笞) · 미역(藿) 등과 구분하고 있다. 이후 조선왕조실록에는 진상품이나 명나라 조공 등으로 바친 기록이 있다. 효종실록에는 1650년 당시 김 1첩의 값이 목면 20필이라고 기록되어 있다.  《성호사설》(18세기)에는 바닷바위에 자연적으로 붙어 자라는 김(海衣)을 종이처럼 말리는 과정이 서술되어 있다.
김 양식을 어디서 먼저 시작했는지는 크게 두 가지 설로 나뉜다. 광양설과 완도설이 있다. 광양설은 김여익(金汝翼, 1606년 ∼ 1660년)의 비문을 근거로 하고 있는데 이는 1713년에서 1714년 사이에 광양현감 허심(許鐔)이 쓴 것으로 비 자체는 사라졌지만 비문은 5대손 김태혁(金太赫)이 필사한 것이 전해진다. 이 비문에는 김여익이 1640년 우본현 인호(지금의 태인도)로 이주하여 김 양식을 시작했다고 쓰여 있다.(“庚辰春遂隱遯于本縣仁湖伴鷗寓樂始殖海衣”) 광양시에서는 김 시식지(김始殖地, 전남기념물 제113호)를 만들어 이를 기념하고 있다. 한편 완도설에서는 김유봉과 정시원을 김 양식을 처음 한 사람으로 기록하고 있다.
《열양세시기》(1819)와 《동국세시기》(1849)에는 정월 대보름에 김(海衣)과 참취(馬蹄菜)로 밥을 싸먹는 풍습이 기록되어 있는데, 이것이 김밥의 원형으로 보인다.
1840년대에는 대나무 쪽으로 발을 엮어 한쪽은 바닥에 고정시키고 다른 한쪽은 물에 뜨도록 한 떼밭 양식이 개발되었다. 1920년에 떼발 양식을 개량한 뜬발 양식이 시작되었는데, 이 방식은 김을 날마다 일정 기간 동안만 햇빛을 받을 수 있도록 조절하는 것으로 요즈음에도 이 방법을 쓰고 있다. 요즘은 사상체를 배양하여 인공적으로 채묘하면서 부류식 냉동망을 교체하는 방법까지 개발되었다.

## 어원
한국어 ‘김’의 옛 형태가 나타난 가장 오래된 기록은 정약전의 《자산어보》(1814)로, 그 발음이 ‘짐(朕)’으로 표기되어 있다. 《한불자전》(1880)에는 ‘김’과 ‘짐’이 둘 다 실려 있다.
‘김’의 어원에 대해서 밝혀진 것은 없다. 민간 어원 중에는 김 양식을 처음으로 시작한 김여익의 이름에서 왔다는 설이 있다.

## 생물학적 의미
김은 홍조식물 보라털목 보라털과 김속 및 돌김속에 속하는 해조의 총칭으로 한국, 일본, 중국의 바다에서 암초 위에 자라난다. 마치 이끼처럼 자라나며 길이는 14~25 cm 너비 5~12 cm 정도이다. 긴 타원 모양이며 가장자리에 주름이 있고 윗부분은 갈색 아랫부분은 푸른 녹색이다. 10월 무렵부터 보이기 시작하여 겨울에서 봄을 거치는 동안 자라나고 날이 따뜻해지면 보이지 않는다.

## 김의 영양
- 김에는 단백질이 많이 들어 있는데, 마른 김 5장에 들어 있는 단백질 양이 달걀 1개에 들어 있는 양과 비슷하다.[8] 또한 필수 아미노산을 비롯한 비타민도 많이 들어 있으며 소화도 잘 되기 때문에 아주 좋은 영양식품으로 알려져 있다. 다시마, 미역, 파래, 멸치등과 더불어 요오드 함유식품으로도 알려져 있다.[9]
- 한편 김에 든 수용성 식이섬유인 포피란(porphyran)이 동맥경화와 고혈압을 일으키는 원인으로 알려진 혈중 콜레스테롤을 저하시켜 주고 장의 활동을 원활하게 해 배변을 잘 되게 해준다.[8]

- 김이 바다에서 자라서 말려 먹기 시작하였으며 이후에는 개펄에 섶을 꽂아 포자를 붙게 하여 채취하는 방법을 사용했다. 이후 대나무로 발을 짜서 바다에 말뚝을 박아 고정하여 양식을 하였다. 1960년대에 인공포자 배양기술이 개발되고 그물발이 보급되면서 김양식의 생산성이 높아졌다. 종이처럼 얇게 마르는 형식은 최소한 종이 제조 방법이 전래된 후부터 도입된 것으로 보인다.

- 김 양식장은 해안마을에서 허가된 구역안에서 김발을 설치한 곳이다. 추석전후로 설치하고 종자용 포자를 부착한 김발과 보통 김발 여러 개를 한꺼번에 바다에 넣고 포자가 붙도록 1주일쯤 놔둔 다음 정식으로 설치한다. 설치한 지 한 달이 지나면 채취가 가능하며 이듬해 4월까지 7~8회 정도 채취한다.
- 채취된 김은 민물로 세척한 다음 잘게 자르고 물통에 넣고 풀어 김발장에 뿌린다. 규격에 맞는 크기를 만들기 위해 김틀을 발장 위에 올리고 작업을 한다. 너무 두껍거나 얇지 않도록 풀어진 김을 올린 다음 양지바른 건조장에서 말린다. 건조된 김은 100장을 한 톳으로 묶으며 20톳을 한 통, 20통을 한 척이라고 한다.
- 한편 바위에서 채취하는 자연산 돌김은 썰물 때 긁어 모아서 말려 먹는다.
- 김에 붙은 이물질을 제거하기 위해 염산을 부어서 처리하는 경우가 있었다. 현재는 염산을 사용하는 것은 불법이며, 유기산으로 대체하고 있다. 한편, 염산 및 유기산 처리를 하지 않은 무산(無酸)김은 주로 전라남도 장흥군에서 제조되고 있다.

## 나라별 김

### 한국

#### 특성
한국에서 가공되는 김은 여러 종류가 있다. 가장 대중적인 것은 기름을 바르고 소금치고 구워낸 조미김이며 주로 반찬으로 많이 이용된다. 기름은 전통적으론 참기름을 사용하나 들기름이나 해바라기유, 올리브유 등 다양한 기름을 사용하는 경우가 많아졌다.
또 김을 잘라 김가루로도 많이 사용된다.
남부지방에서는 생김을 바로 직화로 구워낸 후 밥을 얹고 그 위에 참기름과 깨를 섞은 간장 소스를 발라 싸먹는 방법을 사용하기도 한다.
한국식 조미김은 일본에서도 인기가 높아 일본 관광객이 한국에 여행 와서 많이 사가는 물품 중 하나로 꼽기도 한다.
2010년대 들어서 미국에서도 높은 인기를 끌기 시작하였다. 한국 농수산식품유통공사(aT)에 따르면 2013년에 한국산 김의 수출 실적이 2억5000만 달러로 사상 최대치를 돌파하였는데 이중 미국은 6728만 5000달러로 전년 대비 31% 상승하여 지금까지 한국김을 가장 많이 사갔던 일본(5862만 8000달러)을 제치고 미국이 한국산 김의 최대 수입국이 되었다.
물론 이전에도 미국에서는 2000년대 이후 웰빙 붐을 타고 아시아권 이민자의 식문화 영향까지 받으면서 김 소비량이 점차 늘어났다. 다만 일본식 식당에서 많이 소비되고 일본식 김을 찾는 경우가 많아 보통 다른 해조류와 같이 일본식 이름을 부르는 경우가 많았다. 한국식 김은 마른 김 위주의 식자재용 공급이 중심이었다. 2010년 이후 열량이 낮은 김 제품에 주목한 이후 간식으로 먹을 수 있는 조미김의 수요가 늘어나면서 한국산 김의 수출량이 급상승하였다.
미국에서는 김을 과자처럼 간식으로 먹는 경우가 많은데 2010년대 들어서면서 데리야키 등의 맛을 첨가하거나 아몬드를 넣는 등 다양한 스낵용 김이 나오고 있다.

### 중국
중국에서는 한국, 일본과 달리 김을 종이처럼 말리지 않고 김을 둥그렇게 한데 뭉친 후 펴서 말리는 방식을 사용하고 있다. 이렇게 말려놓은 김은 둥그렇고 납작하나 두께는 몇cm 가량으로 두껍다. 요리할 때는 김 뭉치의 일부를 떼어서 만들며 대표적인 김 요리로 김을 계란과 함께 넣은 탕 요리인 자채단탕(紫菜蛋湯)이란 계란김국이 있다.
중국의 김은 가격이 매우 싸지만, 김을 크기로 재는 특성상 운송비가 많이 드는 문제점이 있고, 둥그렇고 두껍게 말리는 특성이 한국에서 잘 받아들지 않아 중국의 김이 한국으로 들어오는 경우가 별로 없다.

### 웨일스
영국의 웨일스 지방에서는 김을 오트밀과 함께 끓여서 포리지로 먹거나 김빵(en:laver bread)을 빵 사이에 끼워 먹는 요리가 오랫동안 전해져 내려오고 있다.
김빵의 제조법은 2가지로 나뉘는데 푹 삶아 뭉글뭉글해진 김을 잼과 같이 만든 방식, 오트밀에 묻혀 섞은 것을 튀겨내어 만든 방식이 있다.

## 사진

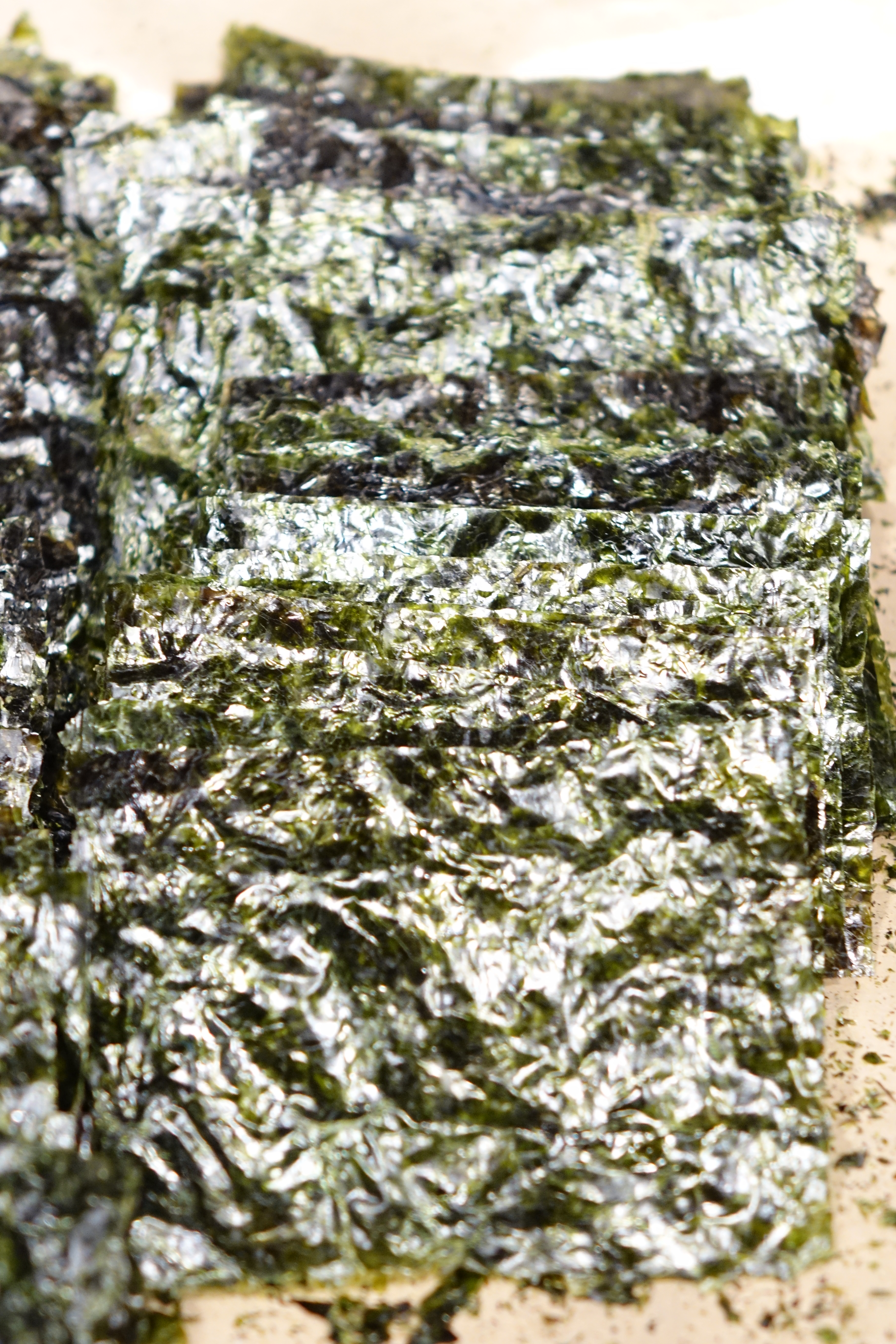
구운김

## 같이 보기
- 노리